# Trechalea trinidadensis
Trechalea trinidadensis är en spindelart som beskrevs av James E. Carico 1993. Trechalea trinidadensis ingår i släktet Trechalea och familjen Trechaleidae. Inga underarter finns listade i Catalogue of Life.